# 해운대 라뮤에뜨
해운대 라뮤에뜨(영어: Hotel Lamuette)은 대한민국 부산광역시 해운대구 우1동에 위치한 초고층 호텔이다. 레지던스 호텔이 들어선다고 한다. 2012년 12월 14일에 착공하여 2015년 9월 26일에 완공하였다. 지상 42층, 지하 5층이다. 높이는 155m이고 용도는 레지던스 호텔이다. 

## 역사
2009년 9월 주상복합형태 호텔인 라뮤에뜨를 지을 계획이 있다. 2012년 9월 동원시스템즈는 시설공사 수주다. 호텔 시설 승계공사 계약을 체결했다. 공사가 시작되었다. 10월 우동 사업장은 동원이 맡는다. 12월 14일에 착공하여 2015년 9월 26일에 완공되었다. 완공 후 부산광역시에서 가장 높은 레지던스 호텔이 되었다. 해운대구에서 가장 높은 레지던스 호텔이 되었다.

## 높이
높이는 155m이다. 최고층은 42층이고 저층은 15층이다. 완공 당시 부산광역시에서 가장 높은 레지던스 호텔이 되었다. 완공 당시 해운대구에서 가장 높은 레지던스 호텔이 되었다. 2019년 해운대 엘시티 더샵 랜드마크 타워(101층, 411m)가 완공되기 전까지 부산광역시에서 가장 높았고 해운대구에서 가장 높은 레지던스 호텔이었다.

## 특징
레지던스 호텔이다. 수익형 레지던스다. 부산 최초의 글로벌 서비스드 레지던스다. 높고 초고층 복합건물이다. 360도 파노라마 전망을 볼 수 있다, 상가와 문화와 판매시설은 저층에 있다. 호텔은 윗층에서 찾아야 한다. 구조는 현관구조는 복도식이다. 난방방식은 개별난방, 도시가스다. 엘리베이터 대수는 6대다. 총주차대수는 355대(세대당 0.74대)다.

## 내부 시설
다음은 해운대 라뮤에뜨의 내부 시설이다.
| 층수                | 시설                         |
| ------------------- | ---------------------------- |
| 7층 ~ 42층          | 레지던스 호텔 등             |
| 6층                 | 호텔 라운지 등               |
| 1층 ~ 5층           | 로비, 상가 및 문화, 판매시설 |
| 지하 5층 ~ 지하 1층 | 지하주차장                   |

## 같이 보기
- 대한민국의 호텔 목록
- 부산광역시의 마천루 목록